# Île Shag
Île Shag är en liten ö i Kanada.   Den ligger utanför ön Île du Havre aux Maisons i ögruppen Îles de la Madeleine i provinsen Québec, i den östra delen av landet, 1 100 km öster om huvudstaden Ottawa.

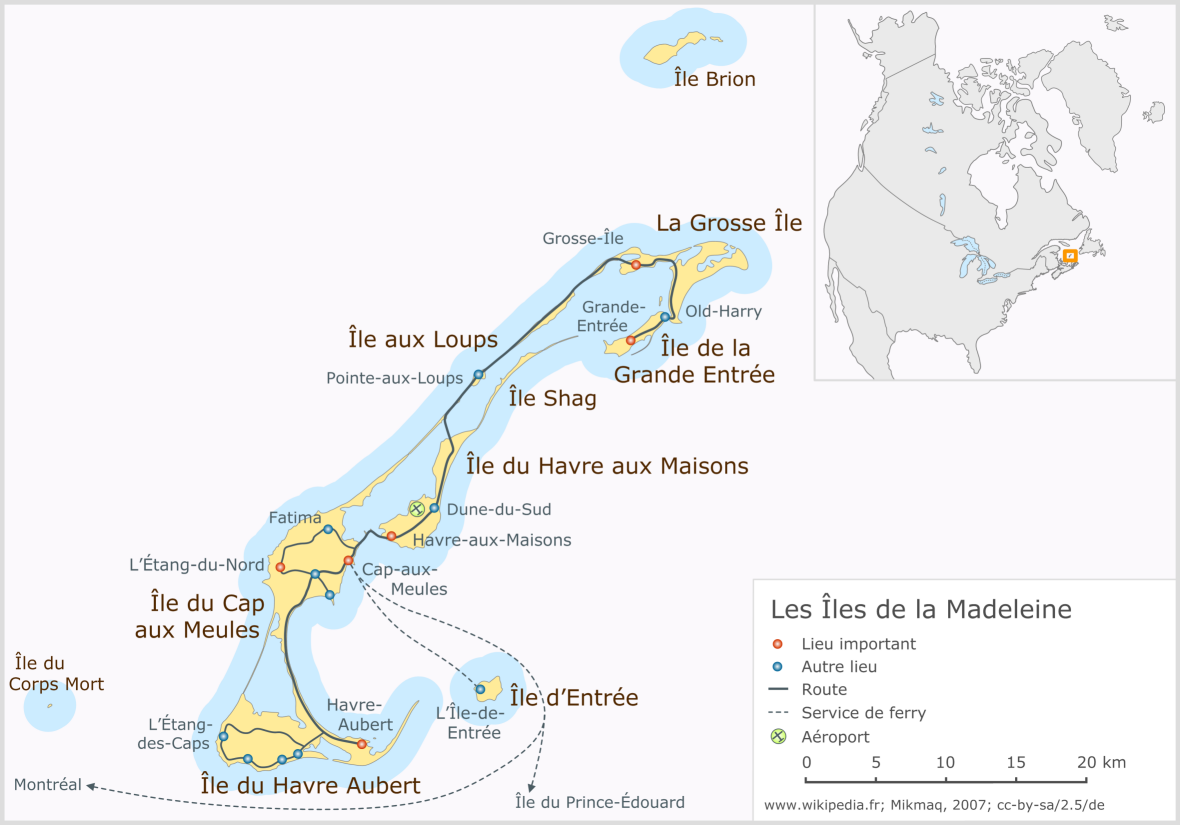
Karta över Îles de la Madeleine. Infällt: öarnas läge i Nordamerika.